# 소격동
소격동(昭格洞)은 서울특별시 종로구의 법정동이다. 소격동의 동명은 소격서(昭格署)에서 유래되었으며, 과거에는 경기도 과천시로 이전한 국군기무사령부, 삼청동으로 이전한 국군서울지구병원이 위치해 있었다.
현재는 문화 관련 시설이 들어서 있으며, 특히 많은 갤러리가 입주해 있다. 제5공화국 때, 민간 사찰을 사주한 국군보안사령부에 의해 대학생들을 강제징집하여 교육한 소격동 사건의 장소이기도 하다.

## 주요 기관
- 국립현대미술관 서울관

## 같이 보기
- 대한민국의 행정 구역